# Cabezuela
Cabezuela – gmina w Hiszpanii, w prowincji Segowia, w Kastylii i León, o powierzchni 35,25 km². W 2011 roku gmina liczyła 701 mieszkańców.